# Soul 2
Soul 2  é o oitavo álbum de estúdio do cantor e compositor britânico Seal, lançado em 2011. Como o título antecessor, Soul, lançado em 2008, o álbum é composto por clássicos da música soul e traz regravações de músicas gravadas por Marvin Gaye, Bill Withers e Al Green.

## Faixas
| N.º | Título                         | Letras                                    | Produtor(es)                                    | Duração |  |
| 1.  | "Wishing on a Star"            | Billie Ray Calvin                         | Trevor Horn                                     | 4:13    |  |
| 2.  | "Love T.K.O."                  | Cecil Womack, Linda Womack, Gip Noble     | Trevor Horn                                     | 5:37    |  |
| 3.  | "Ooo Baby Baby"                | Smokey Robinson, Pete Moore               | Trevor Horn                                     | 3:01    |  |
| 4.  | "Let's Stay Together"          | Al Green, Willie Mitchell, Al Jackson Jr. | David Foster, Trevor Horn, Jochem van der Saag* | 3:41    |  |
| 5.  | "What's Going On"              | Al Cleveland, Renaldo Benson, Marvin Gaye | Trevor Horn                                     | 4:27    |  |
| 6.  | "Love Don't Live Here Anymore" | Miles Gregory                             | Trevor Horn                                     | 4:10    |  |
| 7.  | "Back Stabbers"                | Leon Huff, Gene McFadden, John Whitehead  | David Foster, Trevor Horn, Jochem van der Saag* | 3:36    |  |
| 8.  | "I'll Be Around"               | Thom Bell, Phil Hurtt                     | David Foster, Trevor Horn, Jochem van der Saag* | 3:15    |  |
| 9.  | "Love Won't Let Me Wait"       | Vinnie Barrett, Bobby Eli                 | David Foster, Trevor Horn, Jochem van der Saag* | 4:24    |  |
| 10. | "Lean on Me"                   | Bill Withers                              | Trevor Horn                                     | 3:26    |  |
| 11. | "Oh Girl"                      | Eugene Record                             | Trevor Horn                                     | 3:53    |  |

Notas
- (*) indica co-produtor

## Desempenho nas paradas musicais
| Parada musical (2011)                     | Melhor posição |
| ----------------------------------------- | -------------- |
| Austrália -Australian Albums Chart        | 42             |
| Bélgica - Belgian Albums Chart (Flanders) | 16             |
| Bélgica - Belgian Albums Chart (Wallonia) | 3              |
| - Czech Albums Chart                      | 9              |
| Países Baixos - Dutch Albums Chart        | 25             |
| França - French Albums Chart              | 6              |
| Polónia -Polish Albums Chart              | 38             |
| Espanha -Spanish Albums Chart             | 32             |
| Suíça -Swiss Albums Chart                 | 38             |
| Reino Unido - UK Albums Chart             | 24             |

## Histórico de lançamento
| País           | Data                   | Formato          | Selo                                  |
| -------------- | ---------------------- | ---------------- | ------------------------------------- |
| Países Baixos  | 4 de novembro de 2011  | CD               | Reprise Records, Warner Bros. Records |
| França         | 4 de novembro de 2011  | Download digital | Reprise Records, Warner Bros. Records |
| França         | 7 de novembro de 2011  | CD               | Reprise Records, Warner Bros. Records |
| Austrália      | 11 de novembro de 2011 | CD               | Reprise Records, Warner Bros. Records |
| Alemanha       | 11 de novembro de 2011 | CD               | Reprise Records, Warner Bros. Records |
| Reino Unido    | 21 de novembro de 2011 | CD               | Reprise Records, Warner Bros. Records |
| Estados Unidos | 31 de janeiro de 2012  | CD               | Reprise Records, Warner Bros. Records |